# Amanita magnivolvata
Amanita magnivolvata är en svampart som tillhör divisionen basidiesvampar, och som beskrevs av Marjatta Aalto. Amanita magnivolvata ingår i släktet flugsvampar, och familjen Amanitaceae. Arten är reproducerande i Sverige.